# Jens Martin Knudsen
Jens Martin Knudsen (Saltangará, 11 giugno 1967) è un ex calciatore faroese, di ruolo portiere.
Durante le partite di calcio indossava un cappuccio bianco con pon pon quale protezione per il capo da quando, all'età di quattordici anni, aveva subìto una commozione cerebrale a seguito di un infortunio.
Anche suo figlio Petur Knudsen è un calciatore.